# バンダーラウェラ
バンダーラウェラ（シンハラ語: බණ්ඩාරවෙල、タミル語: பண்டாரவளை、英語: Bandarawela）は、スリランカのウバ州バドゥッラ県の町である。スリランカ中央高地南東部に位置しており、州都バドゥッラから北西に28 kmの距離にある。スリランカ最大の都市コロンボからは約200 km、中央高地の中心地キャンディから約125 kmである。
標高約1,200 mと周辺地域と比較して高地に位置しており、年間を通じて穏やかな気候で、観光地として知られている。バンダーラウェラは周辺の町や都市と、道路・鉄道の双方で結ばれている。町は植民地時代の影響が残り、また豊かな森林から、エコツーリズムの拠点ともされている。